# Forêt de La Providence
La forêt de La Providence est une petite forêt départemento-domaniale de l'île de La Réunion, département d'outre-mer français dans le sud-ouest de l'océan Indien. Elle est entièrement située sur le territoire communal de Saint-Denis à proximité immédiate du centre-ville au sud-est de celui-ci. 
Il s'agit d'un lambeau de forêt semi-sèche qui s’étend entre le quartier de la Providence et le village du Brulé ; elle est inscrite comme espace naturel sensible.
Elle constitue le point de départ du sentier de randonnée dit de La Providence (ou Mercure), qui constitue la section septentrionale du sentier de grande randonnée appelé GR R2.